# Julie Ward
Julie Ward (ur. 7 marca 1957 w Ripon) – brytyjska polityk i przedsiębiorca, posłanka do Parlamentu Europejskiego VIII i IX kadencji.

## Życiorys
Absolwentka Newcastle University, studia z zakresu edukacji i rozwoju międzynarodowego podjęła w 2009 i ukończyła w 2012. Pracowała w różnych zawodach, m.in. zajęła się prowadzeniem przedsiębiorstwa świadczącego usługi na osób chorych i niepełnosprawnych.
Wstąpiła do Partii Pracy. W wyborach w 2014 z jej ramienia uzyskała mandat eurodeputowanej VIII kadencji. W 2019 z powodzeniem ubiegała się o reelekcję.